# Listă a statelor SUA după fusul orar

Harta zonelor orare din SUA, cu noul CST şi zonele de EST afisate

Aceasta este o listă a statelor SUA după fusul orar pe care îl folosesc. 
Cele mai multe state sunt în întregime în cadrul unei zone orare. Totuși, unele state sunt în două zone orare, datorită situării geografice, socio-politice sau din motive economice.

## State, territorii, etc.
| Statul                   | Zona Orară                | Ora de vară | Detalii |
| ------------------------ | ------------------------- | ----------- | --- |
| Alabama                  | UTC−05:00 ET UTC−06:00 CT | DA          | - Cea mai mare parte a statului: UTC−06:00 CST Central Standard Time (Orarul Central Standard) - Phenix City: UTC−05:00 EST Eastern Standard Time (Orarul Estic Standard) (unofficially)                                                                                                 |
| Alaska                   | UTC−09:00 UTC−10:00       | DA          | - Most of state: UTC−09 AKST Orarul Standard Alaska - Aleutian Islands (la vest de 169°30' W): UTC−10:00 HST cu DST Orarul standard Hawaii-Aleutian |
| American Samoa           | UTC−11:00                 | NU          | Orarul Standard Samoa |
| Arizona                  | UTC−07:00 MT              | Part        | Montan. Cu exceptia Navajo Nation, Arizona care nu foloseste ora de vară |
| Arkansas                 | UTC−06:00 CT              | DA          | Central |
| California               | UTC−08:00 PT              | DA          | Pacific |
| Colorado                 | UTC−07:00 MT              | DA          | Montan |
| Connecticut              | UTC−05:00 ET              | DA          | Estic |
| Delaware                 | UTC−05:00 ET              | DA          | Estic |
| Florida                  | UTC−05:00 ET UTC−06:00 CT | DA          | - Cea mai mare parte a statului: UTC−05:00 EST Orarul Standard Estic - Florida Panhandle la vest de Râul Apalachicola, cu exceptia părților din Franklin și Gulf de la sud de Intracoastal Waterway: UTC−06:00 CST Orarul Standard Central                                               |
| Georgia                  | UTC−05:00 ET              | DA          | Estic |
| Guam                     | UTC+10:00                 | NU          | Orarul standard din Chamorro |
| Hawaii                   | UTC−10:00                 | NU          | Hawaian |
| Idaho                    | UTC−07:00 MT UTC−08:00 PT | DA          | - Mare parte din stat: UTC−07:00 MST Orarul Standard Montan (O eroare legislativă din 1966 arată că a mutat zona la UTC−06:00 CST. Format:Usctc, § 264.) - Parte în UTC−08:00 PST Orarul Standard Pacific (la nord de Salmon River, acesta fiind între granița statului Oregon și Idaho) |
| Illinois                 | UTC−06:00 CT              | DA          | Central |
| Indiana                  | UTC−05:00 ET UTC−06:00 CT | DA          | - Most of state: UTC−05:00 EST Orarul Standard Estic - Northwest and southwest corners: UTC−06:00 CST Orarul Standard Central |
| Iowa                     | UTC−06:00 CT              | DA          | Central |
| Kansas                   | UTC−06:00 CT UTC−07:00 MT | DA          | - Most of state: UTC−06:00 CST Orarul Standard Central - Greeley, Hamilton, Sherman și judetele Wallace: UTC−07:00 au MST Orarul Standard Montan |
| Kentucky                 | UTC−05:00 ET UTC−06:00 CT | DA          | - Jumătatea de est a statului: UTC−05:00 EST Orarul Standard Estic - Jumătatea de vest a statului: UTC−06:00 CST Orarul Standard Central |
| Louisiana                | UTC−06:00 CT              | DA          | Central |
| Maine                    | UTC−05:00 ET              | DA          | Estic |
| Maryland                 | UTC−05:00 ET              | DA          | Estic |
| Massachusetts            | UTC−05:00 ET              | DA          | Estic |
| Michigan                 | UTC−05:00 ET UTC−06:00 CT | DA          | - Cea mai mare parte din stat: UTC−05:00 EST Orarul Standard Estic - Judetele care au graniță cu Wisconsin: UTC−06:00 CST Orarul Standard Central |
| Minnesota                | UTC−06:00 CT              | DA          | Central |
| Mississippi              | UTC−06:00 CT              | DA          | Central |
| Missouri                 | UTC−06:00 CT              | DA          | Central |
| Montana                  | UTC−07:00 MT              | DA          | Montan |
| Nebraska                 | UTC−06:00 CT UTC−07:00 MT | DA          | - Most of state: UTC−06:00 CST Orarul Standard Central - Nebraska Panhandle și Coloradola granița vestică și la vest de Sand Hills: UTC−07:00 MST Orarul Standard Montan |
| Nevada                   | UTC−07:00 MT UTC−08:00 PT | DA          | - Most of state: UTC−08:00 PST Orarul Standard Pacific - Jackpot si West Wendover: UTC−07:00 MST Orarul Standard Montan |
| New Hampshire            | UTC−05:00 ET              | DA          | Estic |
| New Jersey               | UTC−05:00 ET              | DA          | Estic |
| New Mexico               | UTC−07:00 MT              | DA          | Montan |
| New York                 | UTC−05:00 ET              | DA          | Estic |
| North Carolina           | UTC−05:00 ET              | DA          | Estic |
| North Dakota             | UTC−06:00 CT UTC−07:00 MT | DA          | - Mare parte din stat: UTC−06:00 CST Orarul Standard Orar - Vestul statului de la Missouri (fluviu) (cu excepția Morton și [Oliver County, North Dakota\|Oliver]], parti din Dunn, McKenzie, și Sioux: UTC−07:00 MST Orarul Standard Montan                                              |
| Northern Mariana Islands | UTC+10:00                 | NU          | Chamorro Standard Time |
| Ohio                     | UTC−05:00 ET              | DA          | Estic |
| Oklahoma                 | UTC−06:00 CT              | DA          | Central |
| Oregon                   | UTC−07:00 MT UTC−08:00 PT | DA          | - Most of state: UTC−08:00 PST Orarul Standard Pacific - Northern 4⁄5 of Malheur County): UTC−07:00 MST Orarul Standard Montan |
| Pennsylvania             | UTC−05:00 ET              | DA          | Estic |
| Puerto Rico              | UTC−04:00                 | NU          | Atlantic Standard Time Zone |
| Rhode Island             | UTC−05:00 ET              | DA          | Estic |
| South Carolina           | UTC−05:00 ET              | DA          | Estic |
| South Dakota             | UTC−06:00 CT UTC−07:00 MT | DA          | - Eastern half of state: UTC−06:00 CST Orarul Standard Central - Western half of state: UTC−07:00 MST Orarul Standard Montan |
| Tennessee                | UTC−05:00 ET UTC−06:00 CT | DA          | - Most of state: UTC−06:00 CST Orarul Standard Central - East Tennessee, exceptand Marion County: UTC−05:00 au EST Orarul Standard Estic |
| Texas                    | UTC−06:00 CT UTC−07:00 MT | DA          | - Most of state: UTC−06:00 CST Orarul Standard Central - El Paso și Hudspeth alaturi de parti din Culberson County: UTC−07:00 folosesc MST Orarul Standard Montan |
| Utah                     | UTC−07:00 MT              | DA          | Montan |
| Vermont                  | UTC−05:00 ET              | DA          | Estic |
| Virginia                 | UTC−05:00 ET              | DA          | Estic |
| U.S. Virgin Islands      | UTC−04:00                 | NU          | Atlantic |
| Washington               | UTC−08:00 PT              | DST         | Pacific |
| Washington, D.C.         | UTC−05:00 ET              | DA          | Estic |
| West Virginia            | UTC−05:00 ET              | DA          | Estic |
| Wisconsin                | UTC−06:00 CT              | DA          | Central |
| Wyoming                  | UTC−07:00 MT              | DA          | Montan |